# Scaphoideus titanus
Espèce
Scaphoideus titanus (cicadelle de la vigne) est une espèce d'insectes hémiptères de la famille des Cicadellidae, originaire d'Amérique du Nord. Cet insecte piqueur-suceur est inféodé à la vigne cultivée (Vitis vinifera).

## Origine
Cette espèce ne figure pas sur les anciens inventaires français. C'est une espèce originaire du Nord-Est de l'Amérique du Nord, probablement introduite en Europe au début du XXe siècle par l'importation de porte-greffes américains résistants au phylloxéra,.

## Description
Les œufs (stade hivernal) d'environ  1,3 mm de long chacun sont allongés, aplatis latéralement et pour certains arqués. Leur couleur est bistre clair.  Les éclosions commencent vers la mi-mai.
La larve est jaunâtre et translucide. Elle présente sur l’avant-dernier segment abdominal deux points noirs caractéristiques qui peuvent donner l'impression d'yeux. Au dernier stade la larve mesure environ 5 mm.
Comme les autres larves du même genre, elle saute quand elle se sent menacée.
L'adulte (5 à 6 mm de long) est observé de mi-juillet à fin août. Les adultes effectuent des vols de dispersion.
Le corps de l'adulte est plus coloré que celui des larves (taches jaunes, ocre à orangées, brunâtres, et blanches. Les élytres sont brunâtres, avec des taches plus foncées).
La forme globale du corps est caractéristique du genre et des cicadelles.

## Invasivité, pathogénicité
Cet insecte n'exerce pas directement en tant que suceur une pression suffisante pour justifier une lutte contre lui. Mais il est de plus en plus surveillé et traité pour son aptitude à véhiculer le phytoplasme responsable de la flavescence dorée, une maladie récemment apparue en Europe (au début du XXe siècle, et caractérisée en 1949 en Armagnac), qui semble se développer rapidement (hormis dans les zones les plus froides et les plus chaudes) en Europe.
C'est un organisme considéré en France comme officiellement nuisible. Dans les vignes, certaines actions de lutte phytosanitaire sont obligatoires quand il apparaît, y compris dans les départements d'outre-mer où il a pu être introduit.
La larve n'est pas contaminante aux premiers stades. La contamination est réputée possible de mi-juin à fin août.

## Lutte phytosanitaire
La lutte s'est surtout faite par des pesticides de synthèse ou naturel (pyrèthre), des alternatives (lutte intégrée) sont à l'étude ou recherchées (produits alternatifs) sans pour autant permettre une lutte efficace.

## Études
Cet insecte a fait en France l'objet d'une thèse primée à Bordeaux (Trophée 2011 du Club Adalia).